# Coronilla (planta)
Coronilla es un género de angiospermas dicotiledóneas perteneciente a la familia de las leguminosas. Incluye 111 especies descritas y solo 10 aceptadas. Actualmente, algunos autores lo incluyen dentro del género Lotus.[cita requerida]

## Taxonomía
El género fue descrito por Carlos Linneo y publicado en Species Plantarum 2: 742. 1753. La especie tipo es: Coronilla valentina L.
Etimología
Coronilla: género de las Leguminosas establecido por Tournefort y revalidado por Linneo; el nombre se tomaba de Lobelius, quien a su vez se inspiró en el nombre vulgar español, según Carolus Clusius, de la C. minima subsp. lotoides (Koch) Nyman (C. clusii auct., Leguminosas), “Coronilla del Rey” –esp. coronilla f. = diminutivo de corona–. Se alude a la forma de la inflorescencia.

## Especies aceptadas
A continuación se brinda un listado de las especies del género Coronilla (planta) aceptadas hasta julio de 2014, ordenadas alfabéticamente. Para cada una se indica el nombre binomial seguido del autor, abreviado según las convenciones y usos.	
- Coronilla atlantica (Boiss. & Reut.) Boiss.
- Coronilla coronata L.
- Coronilla juncea L.
- Coronilla minima L.
- Coronilla ramosissima (Ball) Ball
- Coronilla repanda (Poir.) Guss.
- Coronilla scorpioides (L.) Koch
- Coronilla vaginalis Lam.
- Coronilla valentina L. - coletuy, ruda inglesa[6]
- Coronilla viminalis Salisb.